# Universidad del Bío-Bío
Universidad del Bío-Bío (forkortet UBB) er et universitet i Concepción, Chile. Universitetet blev grundlagt i 1947. Det har i dag knap 8.977 studerende. Dets hovedcampus er beliggende i Concepción, men universitetet har også lokaler andre steder (Chillán).
Universitetet har 6 fakulteter:
- Ingeniørvidenskab
- Informationsvidenskaber
- Naturvidenskab
- Arkitektur
- Sundhed og fødevarer
- Uddannelse